# La Force (Aude)
La Force – miejscowość i gmina we Francji, w regionie Oksytania, w departamencie Aude.
Według danych na rok 1990 gminę zamieszkiwało 140 osób, a gęstość zaludnienia wynosiła 30 osób/km² (wśród 1545 gmin Langwedocji-Roussillon La Force plasuje się na 763. miejscu pod względem liczby ludności, natomiast pod względem powierzchni na miejscu 1025.).